# Een koud kunstje
Een koud kunstje is het 45e stripverhaal van De Kiekeboes. De reeks wordt getekend door striptekenaar Merho. Het album verscheen in 1989.

## Verhaal
Op Antarctica wordt het ingevroren lichaam van Napoleon Bonaparte ontdekt door twee louche types, Komma en Virgul. Ze weten echter niet dat ze in de gaten worden gehouden door Balthazar en zijn baas, die het tevergeefs proberen te stelen. Thuisgekomen wordt het lichaam ontdooid door het Bonaparte-genootschap, om er een nieuwe wereldleider van te maken. Maar al snel duiken er problemen op, want Napoleon weet niet meer dat hij ooit keizer is geweest en Kiekeboe ontdekt per toeval het complot.